# Tyrone (Oklahoma)
Tyrone és un poble dels Estats Units a l'estat d'Oklahoma. Segons el cens del 2000 tenia 880 habitants.

## Demografia
Segons el cens del 2000, Tyrone tenia 880 habitants, 324 habitatges, i 243 famílies. La densitat de població era de 828,7 habitants per km².
Dels 324 habitatges en un 40,7% hi vivien nens de menys de 18 anys, en un 60,8% hi vivien parelles casades, en un 10,5% dones solteres, i en un 25% no eren unitats familiars. En el 21,6% dels habitatges hi vivien persones soles el 5,6% de les quals corresponia a persones de 65 anys o més que vivien soles. El nombre mitjà de persones vivint en cada habitatge era de 2,72 i el nombre mitjà de persones que vivien en cada família era de 3,18.
Per edats la població es repartia de la següent manera: un 31,1% tenia menys de 18 anys, un 9,8% entre 18 i 24, un 30,5% entre 25 i 44, un 21,4% de 45 a 60 i un 7,3% 65 anys o més.
L'edat mediana era de 31 anys. Per cada 100 dones de 18 o més anys hi havia 98,7 homes.
La renda mediana per habitatge era de 33.550 $ i la renda mediana per família de 37.500 $. Els homes tenien una renda mediana de 28.438 $ mentre que les dones 20.156 $. La renda per capita de la població era de 12.826 $. Entorn del 6% de les famílies i el 8,9% de la població estaven per davall del llindar de pobresa.

## Poblacions més properes
El següent diagrama mostra les poblacions més properes.